# Hellurnar
Hellurnar [ˈhɛdlʊɹ] és una localitat de l'illa d'Eysturoy, a les illes Fèroe. Forma part del municipi de Fuglafjørður. L'1 de gener del 2021 tenia 12 habitants.
La localitat està situada a la riba sud de l'Oyndarfjørður, que s'obre a l'estret de Djúpini. El riu Áin Svarta creua pel sud del poble L'envolten muntanyes de pendents pronunciades, la més important de les quals és el Sandfelli, de 754, situat a l'oest d'Hellurnar.
Hellurnar va ser fundat el 1849 per gent de provinent de Lamba. El 31 d'octubre de 1976 es va obrir una església al poble, malgrat el curt trajecte fins l'església d'Oyndarfjøður, situada a l'altra banda del fiord. Es tracta d'un edifici de formigó pintat de color blanc, amb un sostre del ferro de color verd.